# Josep de la Trinxeria
Josep de la Trinxeria (Prats de Molló, 1630 - Barcelona, 1690) fou un dirigent pagès que dirigí la revolta dels Angelets de la terra contraris al domini francès sobre la Catalunya del Nord.
Va néixer pagès i es convertí en guerriller a causa de l'abús en l'impost de la sal i perquè era contrari al domini francès sobre el Rosselló, iniciat a partir del Tractat dels Pirineus el 1659, provocat pel final de la Guerra dels Segadors. Dirigí la Revolta dels Angelets i obtingué algunes victòries militars, com les captures de les ciutats d'Arles i Ceret, amb la qual va provocar l'entrada el 1673 d'una columna de l'exèrcit francès, format per 3.000 homes i 1.000 soldats a cavall, fins a l'altra banda de la nova frontera, i cremant la Jonquera com a represàlia. Finalment l'exèrcit francès va acabar amb la rebel·lió derrotant l'ofensiva catalana el 1674 i capturant-ne els líders principals. Josep de la Trinxeria va fugir i s'establí a Olot, tot i que es dona per segur que morí a França, probablement el 1689, durant una nova incursió guerrillera.

## Família
Josep de la Trinxeria va tenir tres fills: Ignasi, Josep i Blai. Josep va ser capità d'una unitat de cavallers cuirassats, més tard va ser governador de Camprodon i el rei Carles II el va fer noble del Principat de Catalunya.
El seu fill, Blai de la Trinxeria nascut a Olot el 1663, va capitanejar esquadres de Miquelets el 1694. Va ser brigadier de l'exèrcit hispànic i va ser enviat a Nàpols amb tropes el 1702. Fidel a Felip V, va ser nomenat governador de Montsó i Tarragona, i més tard comandant general d'Aragó. L’hereu, Ignasi, va quedar de molt jove afectat de paràlisi a causa d’una mala caiguda a cavall, i és l’autor i promotor del famós pessebre monumental de Can Trincheria.
A partir de mitjans del segle XVIII, la família va adoptar el nom castellanitzat de Trincheria en lloc de Trinxeria.
El fill de Blai i net de Josep, Antoni de Trincheria Salla, va ser batlle reial d’Olot entre 1797 i 1798. La casa familiar d'Olot ha estat transformada en museu.